# Гийотьер — Габриель Пери (станция метро)
«Гийотье́р — Габриель Пери́» (фр. Guillotière – Gabriel Péri) — станция линии D Лионского метрополитена.

## Расположение
Станция находится на границе 3-го и 7-го округов Лиона, в районе Гийотьер. Платформа станции расположена под проспектом Гамбетта (фр. cours Gambetta) и площадью Габриель Пери (фр. place Gabriel Péri). Вход на станцию производится с площади Габриель Пери. В непосредственной близости от выхода из метро находятся также проспект Либерте (фр. cours de la Liberté), большая улица Гийотьер (фр. Grande rue de la Guillotière) и улицы Поль Бер (фр. rue Paul Bert), Марсей (фр. rue de Marseille), Басс Конбало (фр. rue Basse Combalot).

## Особенности
Станция открыта 2 сентября 1991 года в составе первой очереди линии D от станции Горж де Лу до станции Гранж Бланш под названием «Гийотьер». В начале 2009 года было принято решение о введении в название второй части в честь площади, под которой располагается станция. Новое название появилось на схемах 20 апреля 2009 года. Состоит из двух путей и двух боковых платформ. Пассажиропоток в 2006 году составил 440 596 чел./мес.
Станция с мезонином создана по проекту архитектора Жерара Ватерло (фр. Gérard Waterlot). Над платформой направления Гар де Венисьё находится барельеф скульпторов Изабель и Оливье Жиру (фр. Isabelle et Olivier Giroud).

## Происхождение названия
Первая часть названия происходит от лионского района Гийотьер, в котором находится станция. Топоним известен с XIV века, когда это был ещё пригород, расположенный по другую сторону Роны, напротив единственного в то время моста. Происхождение самого слова Гийотьер  до конца не понятно, существуют множественные версии: по одной из них, название происходит от имени трактирщика Гийо (фр. Guillot) или Грийо (фр. Grillot), владевшего популярным заведением у самого съезда с моста. По другой версии, название происходит от кельтского слова gui — омела, которую друиды собирали в этих краях. Ещё одна версия: слово происходит от диалектального guillot, как называли толстых червей, обитающих в испортившемся сыре (и тогда, Гийотьер должно означать что-то вроде место, где кормят протухшими сырами). Гийу (фр. Guilhou — это также имя кельтского демона, обитающего в болотах-бротах (см. также название соседней станции Бротто). Наконец, есть версия о том, что название происходит от фамилии монаха Агрилотье (фр. Agrilottier), до совершения пострига обладавшего землями в этих местах, а затем передавшего их своему монастырю.
Вторая часть названия происходит от названия площади, под которой расположена станция, площадь названа в честь Габриеля Пери — французского публициста и политика.

## Достопримечательности
- Район Гийотьер
- Проспект Гамбетта[фр.]
- Проспект Либерте[фр.]
- Улица Марсей[фр.]
- Набережные Роны
- Гараж Ситроэн[фр.]

## Наземный транспорт
Со станции существует пересадка на следующие виды транспорта:

  — трамвай

   — «главный» автобус